# Сикстин Мајл Станд (Охајо)
Сикстин Мајл Станд (енгл. Sixteen Mile Stand) насељено је место без административног статуса у америчкој савезној држави Охајо.

## Демографија
По попису из 2010. године број становника је 2.928.
| Група             | 2000.    | 2010.         |
| Белци             | 0 (0,0%) | 2.171 (74,1%) |
| Афроамериканци    | 0 (0,0%) | 179 (6,1%)    |
| Азијати           | 0 (0,0%) | 390 (13,3%)   |
| Хиспаноамериканци | 0 (0,0%) | 113 (3,9%)    |
| Укупно            | 0        | 2.928         |